# Agilis
Hasonló jelentéssel lásd még: Agilis (cég)
Az agilis olyan jobbágy, aki nemes nőt vett feleségül, illetve a nemes anyától és nem-nemes apától származó gyermekek. Forgon Mihály a szabadosokat is ide sorolta. Magyar fordítása a gyorsaságos, de ezt szinte kizárólag csak mint a nemesek egyik címzését használták.
Az agilis szabad ember volt és némi jogokat is élvezett, de jogilag nem számított nemesnek, mivel a társadalmi rang apai ágon öröklődött. Anyjuk címét, címerét, előnevét sem használhatták. Nemesi rokonságuk azonban gyakran eszközölt ki számukra nemesi címet és a gyakorlatban sokszor nemesi szabadságban éltek. Erre utalhat magyarországi latin elnevezésük is: 'tevékeny, tapasztalt, mozgékony'.
A nemes lányt a leánynegyed az egyenlőtlen házasság esetén is megillette, ezért annak agilis tulajdonosai is élvezték az ezzel járó adómentességet. Ennél fogva a nemes nő férje és gyermekei korlátozott nemesi jogokat élveztek, felszabadultak a földesúri hatóság alól.
Az ősi népnyelvben az ágyilus a nem nemes ember, az ágyilusság a nem nemes köznép megnevezése volt.